# 漣川後任兵暴行致死事件
漣川後任兵暴行死亡事件（ヨンチョンこうにんへいぼうこうしぼうじけん）は、2014年4月7日に韓国の京畿道漣川郡にて陸軍第28師団砲兵連隊所属のユン・スンジュ（20歳・一等兵）が兵役による入隊直後に第28師団 第6軍団の先輩兵士6名による陰湿ないじめと激しい暴行により死亡した殺人事件である。「1970年代ですら存在しなかった前例未聞の事件」として世間からの激しい批判を浴びた事件であり、この事件直後の約2ヶ月後に江原道高城郡兵長銃乱射事件が発生したこともあって、兵役や軍隊の在り方が再考されていくことになった。

## 概要
加害者には殺人罪の他に余罪が加わり、長期の懲役刑が宣告された。被害者の死亡直前に家族が国家人権委員会に暴行の疑いを訴えていたのにもかかわらず、国家人権委員会は却下処分して事件を発表しなかったことでも問題になった。本事件の調査と並行して4月に行われた陸軍による実態調査では、それまで未報告だった約4000件のいじめが発覚して軍内のいじめ横行の実態が浮き彫りになった。

## 経緯
ユン・スンジュ（20歳・一等兵）は大学の看護学科生で優秀な成績を収めており、敬虔なクリスチャンでもあった。
兵役による入隊直後のユン・スンジュは2014年2月に陸軍第28師団に衛生兵として配置され、3月8日に第28師団内の第6軍団 医務部隊に配属された。そこでイ・チャニ（主犯・25歳・兵長）ら先輩兵士から1ヶ月間激しい暴行や悪質ないじめを受け続け、4月7日に死亡が確認された。
事件当日の前夜から殴打が続いており、4月5日午後9時45分頃にイ・チャニら6人はユン・スンジュに4時間以上暴行を加え続けた。事件当日午前にユン・スンジュが殴られて倒れると、イ・チャニらは脈拍や酸素飽和度を確認して異常がなければ「仮病だ」といって暴行を続けた。同日午前10時頃にイ・チャニらはベッド下に唾痰を2回吐いてユン・スンジュに舐めさせた。同日午後3時30分頃にイ・チャニらは冷凍食品を一緒に食べながら、食べる音がうるさいという理由でユン・スンジュの胸・顎・頬を殴った。殴ったことでAの口から食べ物が飛び出すと、床に落ちた食べ物を舐めて食べさせた後にAの頭部と腹部を殴り、ユン・スンジュがうつむいた状態で暴行を続けた。
6日となり、イ・チャニに胸を蹴られて意識不明となった。激しい暴行を受けたことにより気道が詰まって脳震盪を起こして呼吸停止となり、尿を垂らして倒れたユン・スンジュは意識不明となり、翌日7日に死亡が確認された。
ユン・スンジュは事件当日には意識が朦朧として、水を飲んでもヨダレを垂らしてまともに食べられないほど衰弱していた。Aの遺体は壮絶なアザだらけで1ヶ月間暴行された跡があった。9日にイ・チャニら5名が拘束起訴され、G（22歳・一等兵）のみが不拘束起訴となった。
ユン・スンジュが受けた虐待内容
- 1ヶ月間殴る・蹴るなどの暴行を日常茶飯事に1日90発以上受け続ける。
- 棒が折れるほど殴られ続ける。

- 「ワンワン」と犬のように吠えさせられて這い回らせられながら加害者が床に吐いた唾痰を舐めさせられる。
- 午前3時まで睡眠を禁止される。
- 性器にアンチプラミン（消炎鎮痛剤）を塗らせられる。
- 下着を破っては着替えさせられることを繰り返される。
- 歯磨き粉を食べさせられる。
- 横になって水1.5ℓを飲まされる。
- 自分・母親・姉・仲間に対する暴言を吐かれ続ける。

犯人はイ・チャニ（主犯・25歳・兵長）、ユ・ギョンス（23歳・下士官）、D（22歳・兵長）、E（21歳・上等兵）、F（21歳・上等兵）、G（22歳・一等兵）とされ、この内現場にて殺害に直接関与したのはイ・チャニ・D・E・Fの4名で、4月11日の現場検証にて再演を行なった。
主犯のイ・チャニは殴って暴行を繰り返してはユン・スンジュに点滴を打たせ、容態が少し回復すると再度暴行を行い、それを繰り返していたという。イ・チャニは「自分の父親はギャングだ」などと嘘を言ってユン・スンジュを脅していた。イ・チャニは新兵にもユン・スンジュへの暴行を命令していた。イ・チャニはユン・スンジュの配属前から同僚兵士に絶えず暴行を加えており、ユン・スンジュへの暴行に加担したEは「死ぬ程殴られた」と述べている。Gに対しても2013年12月に水拷問を行なったり、歯磨き粉を食べさせたことが確認されている。部隊を指揮する幹部階級である下士官のユ・ギョンスは兵長であるイ・チャニよりも位が高かったが「イ・チャニの方が年上」という理由でイ・チャニに従っていた（これは儒教的な年功序列による朝鮮文化の伝統が大きく関わっている）。ユ・ギョンスは兵士を管理し、暴力を止めさせる責任がある義務支援官だったのにもかかわらず、ユン・スンジュへの暴行を幇助して止めなかった。2014年4月4日の大隊練兵場での応急処置教育にて、ユ・ギョンスは拡声器を持った手でAの頭を殴り、他の兵士たちはそれを目撃したが、誰も申告せず、ユン・スンジュが頼れる人は誰もいなかったという。

## 軍と国家人権委員会の対応への疑惑
ユン・スンジュの死亡直前に遺族が国家人権委員会に「殴打の疑いがある」と訴えたが、死亡直後の2日間に現場調査が行われたのにもかかわらず、国家人権委員会は6月に却下処分していた事実が明らかになった。連絡を受けて病院に駆けつけた遺族は全身アザだらけのユン・スンジュを確認したが、ユン・スンジュが暴行を受けた事実を把握し、単なる「窒息死」「気道閉塞による脳損傷」であるという説明に納得できなかったという。その後軍人権センターが関連捜査記録を確保し、2014年7月31日の軍人権センターによる記者会見にてイム・テフン（所長）によって真相が暴露される一週間前まで、遺族は軍から真相を伝えられていなかったために真相を把握しておらず、軍は事件の残酷な内容を記者会見での真相暴露まで公開していなかった。軍人権センターによる真相暴露後、国家人権委員会は8月4日に急に事件を公表し、陸軍トップの陸軍参謀総長である権五晟が辞任した。また事件裁判の法廷に出席した軍側の証人は2人だけで、真相を正確に把握していたH（一等兵）は証人としなかった。裁判関係者によると軍検察は遺族に真相を隠すために重要な証人を申請しなかったという。人権団体関係者らによると2009年にヒョン・ビョンチョルが就任して以来、軍・検察・警察などの国家機関の人権侵害に対する職権調査がまともに行われていないという。
国防部は第28師団砲兵部隊連隊長、大隊長、本部砲隊長、当直者など16名の懲戒処分を発表した。その内8名は最も軽い譴責処分となり、6名は1-3ヶ月間の停職・減給処分、2名は各5・10日間の謹慎処分となった。 

## 裁判
2016年6月3日に国防部高等軍事裁判所の最終審判で殺人罪が成立し、イ・チャニに懲役40年、D・E・Fに懲役7年、ユ・ギョンスに懲役5年を宣告。第2審ではイ・チャニは懲役35年を宣告されていたが、最高裁判所が認めずに第2審へ差し戻しとなった。イ・チャニは国軍刑務所にて服役中に監房仲間を殴打したり、体に小便をするなどの行為をしていたため、それを考慮されて懲役40年が確定した。第28師団軍事法廷にて開かれた4回目公判ではイ・チャニに強制猥褻容疑が追加された。裁判では一部の一般市民が加害兵士らに向かって声を荒げることもあった。

## その後の経緯
I（2011年に論山訓練所にて髄膜炎で死亡した訓練兵）の母主導の下、2016年1月16日にソウル特別市西大門区峴底洞に軍被害治癒センターが設立された。開所式にはユン・スンジュの母親、Iの母親、J（洪川韓国兵士脳腫瘍死亡事件の被害者である兵士）の母親と姉、K（2015年4月の軍内性的暴行事件の被害者で当時治療中の兵士）とその父親が参加した。

## 関連事件
- 韓国陸軍訓練所食糞事件 - 2005年に韓国陸軍にて発生したいじめ事件。
- 漣川軍部隊銃乱射事件 - 2005年に韓国陸軍にて発生した銃乱射事件。死者8名。
- 江華島海兵隊銃乱射事件 - 2011年に韓国海兵隊にて発生した銃乱射事件。死者4名。
- 洪川韓国兵士脳腫瘍死亡事件 - 2013年に韓国陸軍にて兵役中の兵士の脳腫瘍の発見が遅れたことによる死亡事件。死者1名。
- 江原道高城郡兵長銃乱射事件 - 2014年に陸軍第22師団にて発生した銃乱射事件。死者5名。
- 韓国海軍姜邯賛艦一等兵自殺事件 - 2021年に韓国海軍艦にて兵役中の兵士が集団いじめ・暴行・暴言を苦に自宅にて自殺した事件。死者1名。